# Magic Circle Music
Magic Circle Music is een Amerikaans platenlabel. Het label geeft muziek uit en verkoopt merchandise van heavymetalbands, maar organiseert ook het Magic Circle Festival.

## Geschiedenis
Magic Circle Music werd opgericht in 2005 door Joey DeMaio, bassist van de Amerikaanse heavymetalband Manowar, uit onvrede met andere platenmaatschappijen. Oorspronkelijk was het alleen de bedoeling om de band via dit label meer controle te geven over hun eigen werk, evenals meer inkomsten, maar later is het label ook opengesteld voor andere bands en artiesten.

## Bands
Onderstaande bands hebben een contract bij dit platenlabel:
- Bludgeon
- David Shankle Group (DSG)
- Feinstein
- Guardians of the Flame
- Holyhell
- Jack Starr's Burning Starr
- Majesty (voorheen Metalforce)
- Luca Turilli
- Luca Turilli's Dreamquest
- Manowar
- Rhapsody of Fire